# Sophie Dreblow
Sophie Dreblow (* 9. Juli 1998 in Schwedt/Oder) ist eine deutsche Volleyballspielerin.

## Karriere
Sophie Dreblow stammt aus einer Volleyballfamilie, ihre Eltern und ihre drei Geschwister spielen ebenfalls Volleyball. Sie wuchs zunächst in der brandenburgischen Gemeinde Pinnow auf und spielte beim TSV Schwedt, mit dem sie 2011 in Taunusstein die Deutsche U14-Meisterschaft gewann. Bereits 2009 zog sie mit ihrer Familie nach Potsdam und spielte beim SC Potsdam, mit dem sie 2012 in Parchim Deutsche U16-Meisterin wurde. Von 2013 bis 2015 stand sie als Libera im Kader der Bundesligamannschaft des SC Potsdam. Sophie Dreblow spielt auch in der deutschen Jugend- bzw. Juniorinnen-Nationalmannschaft, mit der sie 2015 bei der U18-Weltmeisterschaft in Peru den sechsten Platz erreichte. 2015/16 spielte die Libera in der Bundesliga beim VC Olympia Berlin und hatte 2016 ihre ersten Einsätze in der deutschen Nationalmannschaft. Mit der U19-Nationalmannschaft erreichte Dreblow im Sommer 2016 bei der Europameisterschaft in Ungarn und der Slowakei Platz sieben.
Ab der Saison 2016/17 spielte sie in der Bundesliga wieder für den SC Potsdam. Zur Saison 2018/19 wechselte sie von Potsdam nach Straubing zu NawaRo Straubing. Nachdem sie mit ihrer Mannschaft bereits in der durch Corona abgebrochenen Saison 2019/20 die nicht stattgefundenen Play-offs erreicht hatten, konnten sie den Erfolg in der Saison 2020/21 wiederholen. Im Viertelfinale der Playoff unterlag Sophie Dreblow mit ihrer Mannschaft gegen Allianz MTV Stuttgart in zwei Spielen. Zur Saison 2021/22 wechselte Dreblow zum deutschen Meister Dresdner SC und unterzeichnete dort einen Ein-Jahres-Vertrag. Im April 2022 verlängerte sie diesen Vertrag um ein Jahr bis 2023.
Nach der zweiten Saison beim Dresdner SC verließ sie den Verein und schloss sich den ESA Grimma Volleys an, welche in der neugeschaffenen 2. Volleyball-Bundesliga Pro spielen.

## Privates
Sophie Dreblow stammt aus einer Volleyballer-Familie. Ihre Mutter war selbst als Volleyballspielerin und später als Sitzvolleyballerspielerin aktiv. Zudem spielt auch ihre ältere Schwester Marie Volleyball. Seit 2024 spielen sie bei den ESA Grimma Volleys zusammen in einer Mannschaft.